# Wentworthville, New South Wales
Wentworthville este o suburbie în Sydney, Australia.